# Willimantic (Maine)
Willimantic – miasto w Stanach Zjednoczonych, w stanie Maine, w hrabstwie Piscataquis.